# Spring Heeled Jack
Spring Heeled Jack (também conhecido como Springheel Jack e Spring-heel Jack, entre outros) é um personagem do folclore inglês que supostamente existiu durante a era Vitoriana, sendo capaz de saltar de alturas extraordinárias. O primeiro testemunho de alguém que teria avistado o personagem data de 1837. Testemunhos posteriores espalharam-se por toda a Inglaterra, de Londres a Sheffield e Liverpool, apesar de prevalecerem especialmente nos subúrbios de Londres e nas Midlands e Escócia.
Muitas teorias foram propostas para definir a natureza e identidade do personagem. A lenda urbana de Spring Heeled Jack ganhou imensa popularidade em sua época devido aos relatos de suas aparições bizarras e capacidade de realizar pulos extraordinários, chegando ao ponto dele se tornar tema de diversas obras de ficção.